# Jessica Lurie

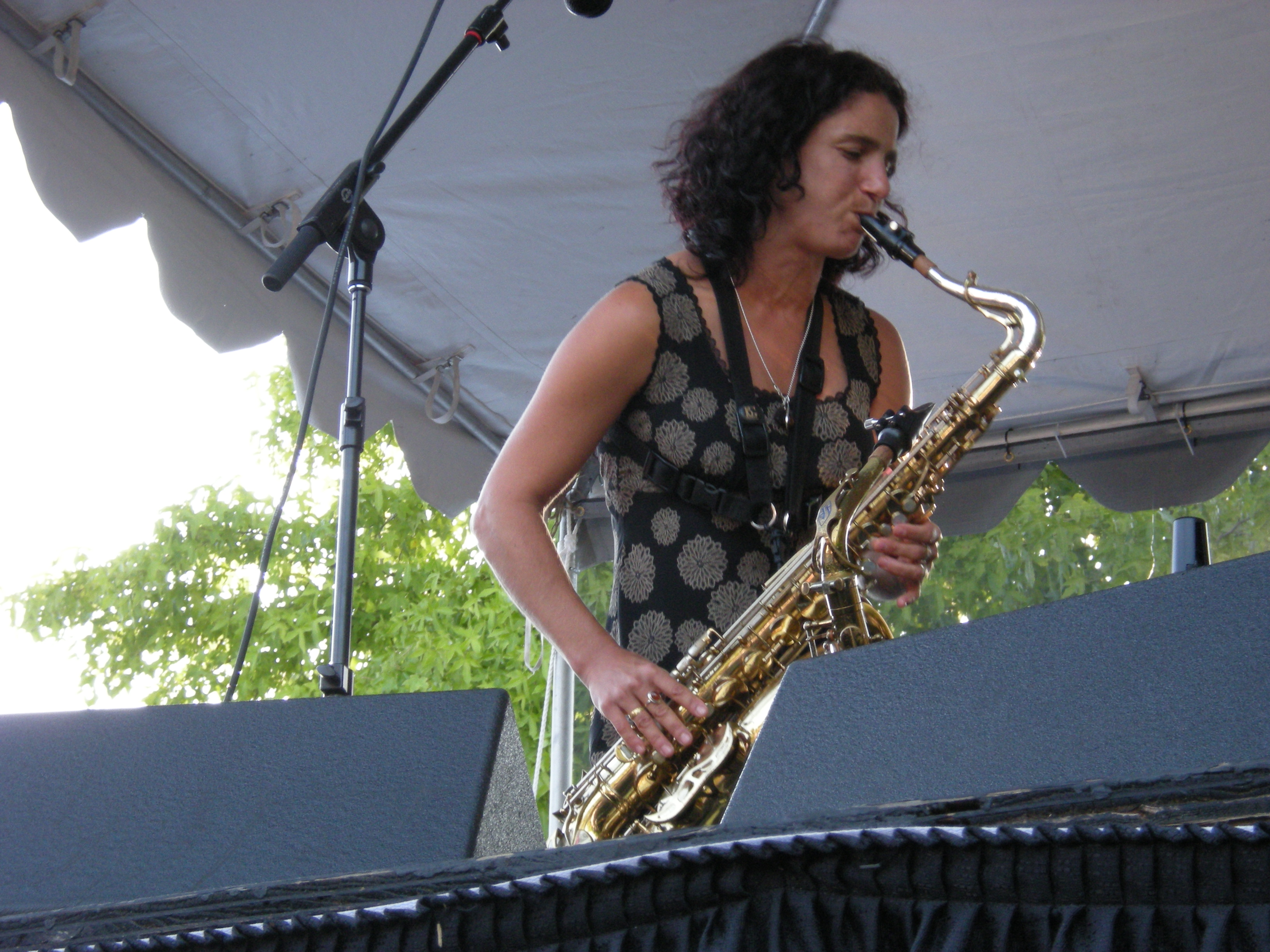
Jessica Lurie (Foto: Joe Mabel, 2008)

Jessica Lurie (* 3. Oktober 1967 in Cambridge (Massachusetts)) ist eine amerikanische Jazz-Musikerin (Alt-, Tenorsaxophon, Flöte, Akkordeon, Gesang, Komposition).

## Wirken
Lurie wurde seit 1989 im Billy Tipton Memorial Saxophone Quartet, das 1993 sein erstes Album vorlegte, mit ihren kraftvollen und leidenschaftlichen, aber immer gruppendienlichen Beiträgen bekannt; den Tiptons gehört sie bis heute an. Seit 1995 spielte zudem sie mit Arne Livingston und Dale Fanning in der Band Living Daylights Grunge-Jazz, wobei sie ihr Saxophon teilweise elektronisch verdoppelt (500 Pound Cat). 2001 zog sie von Seattle nach New York City, wo sie Teil der Downtown-Szene wurde. So arbeitete sie mit Bill Frisell, Marc Ribot, Marty Ehrlich, Wayne Horvitz. Mit ihrem Jessica Lurie Ensemble legte sie mehrere Alben vor. Sie nahm auch mit Eyvind Kang, The Posies, den Indigo Girls und I Metropoliziani (La luce azzurra) auf. Ferner schrieb sie Filmmusiken.

## Diskographische Hinweise
- Motorbison Serenade (1999)
- Zipa Buca (2002)
- Licorice & Smoke (2006, mit Todd Sickafoose, Scott Amendola, Nels Cline)
- Megaphone Heart (2012, mit Todd Sickafoose, Erik Deutsch, Allison Miller, Brandon Seabrook)

## Lexikalische Einträge
- Wolf Kampmann (Hrsg.), unter Mitarbeit von Ekkehard Jost: Reclams Jazzlexikon. Reclam, Stuttgart 2003, ISBN 3-15-010528-5.